# 1169
| 1169               |
| ------------------ |
| Dødsfald - Fødsler |
|                    |

| Gregoriansk kalender | 1169 MCLXIX             |
| Ab urbe condita      | 1922                    |
| Armensk kalender     | 618 ԹՎ ՈԺԸ              |
| Kinesiske kalender   | 3865 – 3866 戊子 – 己丑 |
| Etiopisk kalender    | 1161 – 1162             |
| Jødisk kalender      | 4929 – 4930             |
| Hindukalendere       |                         |
| - Vikram Samvat      | 1224 – 1225             |
| - Shaka Samvat       | 1091 – 1092             |
| - Kali Yuga          | 4270 – 4271             |
| Iransk kalender      | 547 – 548               |
| Islamisk kalender    | 564 – 565               |

Konge i Danmark: Valdemar den Store enekonge fra 1157-1182
Se også 1169 (tal)

## Begivenheder
- Arkona på Rügen erobres. (Dateres populært til 1169, mens nyere forskning imidlertid angiver årstallet til 1168)